# Apolipoproteïna E

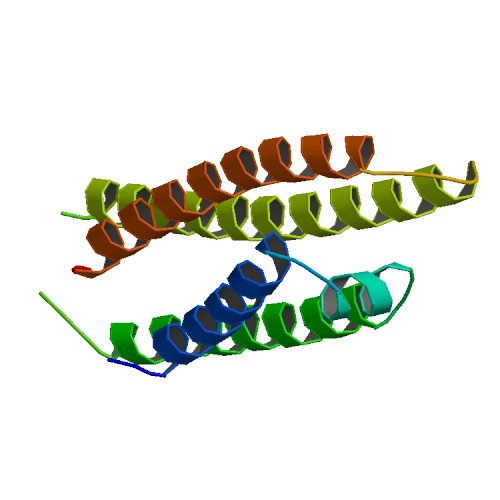
Apolipoproteïna E

L'Apolipoproteïna E (ApoE) és una proteïna de la família de les apoproteïnes. Realitza diverses funcions relacionades amb l'entrada de lípids a determinades cèl·lules mitjançant els seus receptors. D'altra banda, s'ha vist que les variants al·lèliques del gen que aquesta proteïna influeixen en diferents processos fisiològics i patològics, com ara l'Alzheimer.

## Característiques estructurals
L'apolipoproteïna E és una proteïna que té 299 aminoàcids de llarg (tot i que comptant la seqüència senyal, de 18 aminoàcids, que és present en la pre-proteïna i després s'allibera amb la maduració, en té 317) i una massa molecular de 34 kDa.
L'ApoE conté dos dominis estructurals plegats de forma independent: el domini N-terminal (aminoàcids 1 al 191) està format per 4 hèlixs antiparal·leles plegades, mentre que el domini C-terminal (aminoàcids 225 al 299) és una hèlix α. Entre els dos dominis hi ha uns aminoàcids que formen una zona de transició que no està plegada (aminoàcids 192 al 224). Cada domini té funcions diferents: l'amino terminal (concretament a l'hèlix 4) conté un lloc d'unió a receptors de l'ApoE (residus 136 al 150), mentre en el domini carboxil terminal hi ha una zona d'unió a lípids (aminoàcids del 244 al 272). Quan la proteïna s'uneix a lípids, com que és hidròfila, es plega rodejant completament el lípid en qüestió, que és hidròfob. Aquest canvi de configuració de la molècula fa que l'ApoE experimenti un augment d'afinitat amb els seus receptors. A més, aquesta proteïna es pot trobar glicosilada en alguns punts.

## Genètica
El gen de l'ApoE, està localitzat en el braç llarg del cromosoma 19 (locus q13.2-q13.3), més concretament, dels parells de bases 50.100.901 a 50.104.488, en un aglomerat amb l'apolipoproteïna CI, l'apolipoproteïna CII i l'apolipoproteïna CIV. El gen ApoE consta de quatre exons i tres introns, amb un total de 3597 parells de bases.
La naturalesa polimòrfica de l'ApoE va ser establerta per Utermann i col., i més endavant aclarida per Zannis i Breslow. El RNAm humà de l'ApoE té una longitud de 1163 parells de bases. En la regió 5′ hi ha una zona de 67 parells de bases que no es tradueixen, una regió que codifica 317 aminoàcids de 951 parells de bases, un codó de terminació: TGA, i a l'extrem 3′ una secuencia de 142 parells de bases, que no es tradueix. L'ApoE definitiva perd 18 aminoàcids al seu extrem aminoterminal durant el procés de traducció.

El gen és pleomòrfic, amb 3 al·lels codominants (ε2, ε3, ε4), el que dona lloc a sis possibles genotips: ε2ε2, ε2ε3, ε3ε3, ε3ε4, ε4ε4, ε2ε4, que tradueixen 3 isoformes de la proteïna: una proteïna ApoE-ε3 normal, i unes ApoE-ε2 i ApoE-ε4 disfuncionals. Els canvis responsables dels polimorfismes es troben en el quart exó del gen. Aquestes isoformes difereixen una de l'altra només per un aminoàcid substituït en les posicions 112 i 158, però tenen conseqüències fisiològiques profundes, ja que la substitució d'un aminoàcid origina la presència del codó CGC (Arg) o del codó TGC (Cys). La isoforma E2 té Cys en posició 112 i 158, la isoforma E3 té Cys en posició 112 i Arg en posició 158, i la isoforma E4 Arg en posició 112 i 158. Aquests canvis de pocs aminoàcids tenen un efecte en la configuració espacial de la proteïna, que fa que l'afinitat entre la proteïna i els seus receptors pugui variar. Les diferents estructures de les tres isoformes determinen la seva distribució i unió amb les LDL. L'al·lel més freqüent en la població és l'e3 (79,7%), seguit de l'al·lel e4 (14,5%) i l'e2 (5,8%) 

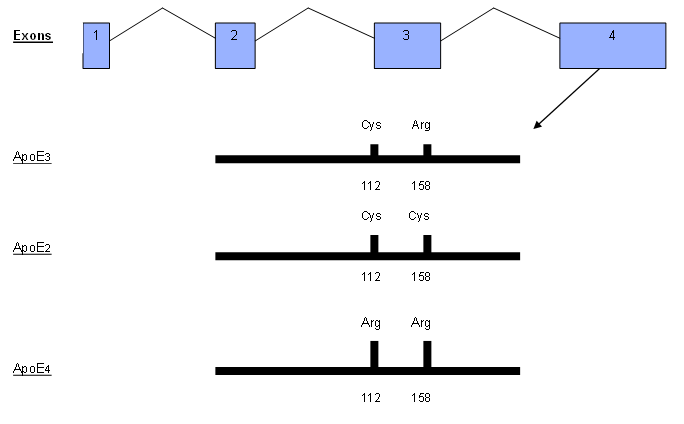
Esquema que representa l'estructura i les variants al·lèliques estudiades del gen ApoE. Les barres verticals representen els quatre exons del gen. La fletxa indica les variants al·lèliques estudiades en l'exó 4. Sota es representen les tres isoformes proteiques de ApoE (E3, E2 i E4) resultants d'aquests polimorfismes.

Algunes d'aquestes conseqüències poden ser, per exemple,
- E2 s'associa amb un trastorn genètic: la hiperlipoproteïnèmia tipus III, així com amb variacions del risc d'ateroesclerosi.
- E4 està relacionada amb processos d'ateroesclerosi, amb la malaltia d'Alzheimer i amb un desenvolupament cognitiu inadequat.

ApoE és un dels gens diana del receptor X del fetge, un receptor nuclear que té un paper en la regulació del metabolisme del colesterol, àcids grassos i l'homeòstasi de la glucosa.

## Funcions
L'ApoE transporta lipoproteïnes, vitamines solubles en greix i colesterol en el sistema limfàtic i en la sang. Se sintetitza principalment en el fetge, tot i que s'ha trobat també en altres teixits, com ara el cervell (fonamentalment en astròcits), els ronyons, la melsa, les glàndules suprarenals, els ovaris, el pulmó o els músculs. En el sistema nerviós, les cèl·lules no neuronals, principalment astroglia i microglia, són les principals productores d'ApoE, mentre que les neurones expressen preferentment receptor d'ApoE. Actualment s'han identificat set receptors de mamífer per la ApoE que pertanyen a la família dels gens receptors de les lipoproteïnes de baixa densitat (LDL).
L'ApoE és essencial per al catabolisme normal dels constituents de lipoproteïnes riques en triacilglicerols. L'ApoE va ser reconegut inicialment per la seva importància en el metabolisme de lipoproteïnes i malalties cardiovasculars. Més recentment, s'ha estudiat pel seu paper en diversos processos biològics que no estan directament relacionats amb el transport de lipoproteïnes, inclosa la malaltia d'Alzheimer, la immunoregulació i la funció cognitiva.
La ApoE és una proteïna que transporta colesterol i altres lípids en el plasma i en el sistema nerviós central (SNC) mitjançant la seva unió a receptors de la superfície d'ApoE. En el fetge i el cervell, les concentracions d'ApoE són màximes. En la perifèria, l'ApoE transporta lipoproteïnes de molt baixa densitat (VLDL, de l'anglès very low-density lipoprotein) de síntesi hepàtica, una subclasse de lipoproteïnes. Sembla que el colesterol plasmàtic no és capaç de creuar la barrera hemato-encefàlica, per la qual cosa el SNC necessita una font independent de colesterol, així com un sistema que permeti la seva distribució i transport a través d'aquest.
Els al·lels E2 i E3 són efectius en els processos de reparació neuronal, metre que l'al·lel E4 no ho és. Així mateix, l'al·lel E4 s'ha associat amb una mala utilització de la glucosa al sistema nerviós central. Aquest al·lel mostra una interacció aberrant entre els dominis d'unió a lípids i el d'unió a receptor, la qual cosa podria explicar el seu mal funcionament. Així mateix, E4 és la isoforma menys estable de les tres, desnaturalitzant-se a temperatures menors, i a concentracions menors d'urea i tiocinat de guanidino.
S'han pogut fer algun experiments in vitro per tractar d'entendre el paper de l'ApoE en el trànsit de colesterol entre cèl·lules i vesícules lipídiques, com ara les lipoproteïnes d'alta densitat (HDL, de l'anglès high density lipoprotein). Fent ús de lipoproteïnes artificials, ApoE 3 i 4 recombinant i colesterol marcat, s'ha pogut estudiar la dinàmica del flux de colesterol cap a lipoproteïnes artificials. Els resultats mostren que l'ApoE4 disminueix el flux en major mesura que la variant E3.
L'ApoE també afecta en gran manera l'estructura macroscòpica del cervell. Diversos estudis de diagnòstic per la imatge revelen que la presència de l'al·lel E4 es relaciona amb una atròfia general del cervell, hiperintensitat de la substància blanca i alteracions en el metabolisme de la glucosa i en el flux sanguini cerebral.
Els nounats amb lesions cerebrals i/o defectes que també tenen anormalitats en el gen ApoE poden tenir un major risc de paràlisi cerebral, segons investigacions de la Northwestern University Feinberg School of Medicine. Els defectes en l'ApoE produeixen disbetalipoproteïnèmia o hiperlipoproteïnèmia tipus III (HLPIII), la que l'augment de colesterol i triacilglicerols en el plasma són la conseqüència de l'alteració en la depuració dels quilomicrons, VLDL i romanents de lipoproteïna de baixa densitat (LDL, de l'anglès low density lipoprotein).
Pel que fa a la seva acció com a molècula senyalitzadora, les variants de l'ApoE presenten certes diferències en l'activació i inhibició de vies de senyalització cel·lular. N'és un exemple la profunda inhibició de la via canònica WNT per part de l'ApoE E4, inhibició que no és donada per les variant E3 i E2.
Existeix un efecte tòxic provocat per la variant E4 de les lipoproteïnes E. Un estudi detallat ha determinat que els fragments de la variant E4 són més tòxics que la proteïna completa. En concret, el fragment aminoacídic 1 a 272 sembla citotòxic, mentre que el fragment 273 a 299 és protector. Aquest mateix estudi també ha trobat que el fragment 1-272 té l'habilitat d'unir-se al mitocondri i produir un efecte deleteri en el potencial de membrana mitocondrial; aquest fragment conté la regió d'unió a lípids i d'unió a receptors; i ambdues són necessàries per a exercir aquest efecte tòxic sobre el mitocondri.
En el camp de la regulació immunitària, un nombre creixent d'estudis apunten a la interacció de l'ApoE amb molts processos immunitaris, com ara la proliferació de cèl·lules T supressores, la regulació del funcionament dels macròfags, la facilitació de la presentació d'antígens des de lípids (per CD1) fins a cèl·lules T natural killer o la modulació de la inflamació i l'oxidació.

## Receptors
La proteïna ApoE pot unir-se a set receptors diferents. Gràcies a aquests receptors, situats a les membranes cel·lulars, diversos tipus de lipoproteïnes (sobretot LDL), que tenen la proteïna ApoE en les seves superfícies, poden entrar (per endocitosi) a determinades cèl·lules, sobretot a les pertanyents al sistema nerviós, per així subministrar el colesterol necessari. Els receptors de l'ApoE són, en la seva majoria, proteïnes de tipus I; és a dir, travessen la membrana una sola vegada.
El procés d'endocitosi de les lipoproteïnes és dependent de clatrina; no obstant això, no s'ha relacionat amb els rafts lipídics. Una vegada l'ApoE de la lipoproteïna ha interaccionat amb el seu receptor, es forma la vesícula d'entrada. Un cop formada, s'allibera la coberta de clatrina i més endavant la vesícula es fusiona amb l'endosoma primerenc. A causa del canvi de pH, els dos components de separen i segueixen vies diferents: el lligand arriba als lisosomes via endosomes tardans, on s'hidrolitza fins a obtenir colesterol lliure, disponible per la cèl·lula. En canvi, el receptor torna mitjançant transport vesicular fins a la membrana.
S'ha vist que els receptors de l'ApoE duen a terme importants tasques en processos de senyalització, els més importants del qual són el metabolisme de lípids, el creixement cel·lular i la degradació de proteases.
Tots els receptors tenen funcions molt similars. Les diferències rauen doncs, en el tipus de cèl·lules, amb tipus diversos de receptors. Els receptors de l'ApoE més importants són el LRP1, LRP1B, LRP2 (en neurones i astròcits, proporcionant colesterol al cervell), LDLR, VLDLR (en el cor, músculs, adipòcits i cervell, però no al fetge), LRP4 (o MEGF7), LRP8 (o APOER2), LRP5 i LRP6.

## ApoE i alzheimer
L'alzheimer és una malaltia neurodegenerativa caracteritzada neuropatològicament per la presència de plaques amiloides extracel·lulars (amiloide beta), cabdells neurofibril·lars intraneuronals i la pèrdua neuronal.
La troballa d'un grup d'investigadors de la Universitat Duke (EUA), que va permetre relacionar l'ApoE amb aquest trastorn, va ser que, tant els malalts amb alzheimer familiar de començament tardà, com en els casos esporàdics, presentaven una freqüència de l'al·lel E4 molt més elevada (entre 35 i 45 per cent) que en els controls presos de la població normal (entre 10 i 15 per cent). El risc relatiu és diferent segons es tracti d'un individu amb un o els dos al·lels E4 tant en els casos familiars d'aparició tardana com en els esporàdics, manifestant-se en forma d'una edat d'aparició dels símptomes més primerenca per als subjectes homozigots, sense influir aparentment sobre el ritme de progressió de la malaltia. El risc conferit per l'al·lel E4 és més intens en el sexe femení, i entre els seixanta i setanta-cinc anys i sembla probable que disminueixi posteriorment. Així, Margaret Pericak-Vance va determinar per primera vegada la funció principal de l'ApoE gràcies a un estudi portat a terme en els laboratoris de la Universitat Duke. A partir d'aquesta anàlisi es va poder confirmar el paper de l'al·lel E4.
Entre un 40 i un 65 per cent dels pacients amb alzheimer tenen almenys una còpia de l'al·lel 4, encara que hi ha altres factors involucrats, ja que s'han observat malalts que no presenten aquest al·lel. Un altre gen, el GAB2, pot tenir cert paper en el risc de contraure l'alzheimer. Algunes isoformes d'ApoE augmenten el desglossament proteolític del pèptid beta-amiloide, tant a l'interior com a l'exterior cel·lular, però d'altres no són tan eficaces com d'altres en el catabolisme d'aquestes reaccions. En particular, la isoforma d'ApoE E4 no és molt eficaç, augmentant la predisposició del portador d'aquesta variació genètica a la malaltia d'Alzheimer. Així doncs, el genotip amb més risc per a desenvolupar la malaltia i a edat primerenca és la presència d'ApoE4,4. El genotip ApoE3,4 té un alt risc però menor que els homozigots per a ApoE4. El genotip ApoE3,3 no alteraria el risc i el genotip ApoE2,3 és considerat protector: confereix un menor risc de contraure l'alzheimer. Els japonesos i els caucàsics, a causa de la presència de dos al·lels E4, tenen major risc de desenvolupar la malaltia a partir dels setanta-cinc anys. Tot i que no es coneix exactament com actua E4, s'ha determinat la seva relació amb la formació de plaques amiloides.
El genotip de l'ApoE és el principal factor de risc genètic per a la malaltia d'Alzheimer; com per exemple existeix una estreta relació amb l'ApoE4 i la formació de plaques amiloide beta L'ApoE també s'ha relacionat amb l'increment de fosforilació de la proteïna TAU.
D'altra banda, també hi ha proves que indiquen que l'al·lel apoE2 pot servir un paper protector en la malaltia d'Alzheimer.
La majoria de les funcions de l'ApoE, reconegudes in vitro i in vivo, estan regulades mitjançant un grup definit de receptors d'ApoE; principalment els receptors de lipoproteïnes de baixa densitat (LDLR), les proteïnes afines a les LDLR (LRP), els receptors de lipoproteïnes de molt baixa densitat (VLDLR) i el receptor 2 d'ApoE (APOER2).
Els receptors de l'apolipoproteïna E són essencials per al metabolisme d'ApoE. Poden, potencialment, intervenir i modular els efectes de les isoformes d'ApoE en processos patològics com l'Alzheimer.
Existeix una ferma hipòtesi que la longitud total i les formes solubles d'aquests receptors contribueixen a la patogènesi d'aquesta malaltia.
L'evidència mostra que els receptors d'ApoE, específicament ApoER2 i LRP1, tenen una funció protectora contra la pèrdua de cèl·lules neuronals in vivo. Així, el coneixement emergent de la contribució d'ApoE i els seus receptors en la fisiopatologia de la malaltia d'Alzheimer presenta noves oportunitats per al seu tractament. S'han dissenyat determinades aproximacions terapèutiques per tal de reduir la producció i acumulació d'amiloide beta, o per promoure'n la disgregació.
Els receptors de l'apolipoproteïna E són essencials per al metabolisme d'ApoE. Poden, potencialment, intervenir i modular els efectes de les isoformes d'ApoE en processos patològics com l'alzheimer. La relació entre la disfunció neuronal en la malaltia d'Alzheimer i el colesterol empobrit en mielina (a través de la deficiència d'ApoE) també s'ha descrit en l'esgotament de colesterol i, per tant, és una coneguda reacció d'estatina de teràpia farmacològica adversa.

## ApoE i risc coronari
L'ApoE és una proteïna que comparteix amb l'ApoB la funció de lligand de les lipoproteïnes riques en triacilglicerols (VLDL) i les de densitat intermèdia (IDL). Presenta tres isoformes majoritàries (E2, E3 i E4) que modulen els valors lipídics.
L'al·lel polimòrfic ApoE4 té una menor afinitat que l'ApoE3 per als receptors ApoB/E i s'associa a un lleuger augment de colesterol i dels triacilglicerols plasmàtics. Els portadors d'aquest al·lel tenen un risc coronari d'un 40 per cent superior al dels al·lels ApoE3 o ApoE2. L'estudi 4S (Scandinavian Simvastatin Survival Study) ha pogut comprovar l'efecte letal de l'al·lel ApoE4 en pacients que han patit un infart de miocardi, ja que la mortalitat associada a aquest al·lel va ser del 15,7 per cent als 5,4 anys de seguiment, mentre que, en la resta de pacients, va ser del 9 per cent. A més, l'al·lel ApoE4 permetia predir una bona resposta al tractament hipolipemiant amb estatines: la mortalitat dels pacients portadors d'aquest al·lel es va reduir del 15,7 al 6 per cent, d'altra banda, a la resta, la reducció de la mortalitat va ser sensiblement menor (del 6 al 5,1 per cent). Aquesta dada confirma que la resposta al tractament amb estatines depèn del genotip ApoE, com s'havia descrit prèviament en altres estudis. S'ha assenyalat també que l'al·lel ApoE4 disminueix la probabilitat d'assolir edats molt avançades, ja que la prevalença en nonagenaris (11,6%) és inferior a la dels individus de mitjana edat (22%).
En canvi, l'al·lel ApoE2 sembla tenir un efecte favorable. Un estudi comparatiu sobre l'efecte de la ingesta rica en colesterol en pacients amb diferents genotips ApoE, B, C-III i R-LDL ha demostrat que els individus amb l'al·lel ApoE2 tenen els nivells més baixos de colesterol-LDL i no responen a l'augment del colesterol en la dieta, mentre que les mutacions de l'ApoB tenen les elevacions més altes, sobretot, si coexisteixen amb l'al·lel ApoE4. L'al·lel ApoE2 s'ha relacionat també amb:
- Hipobetalipoproteïnèmia (cLDL <70 mg / dl), la prevalença en el Framingham Off-Spring Study va ser del 2 per cent
- Hiperlipoproteïnèmia familiar tipus III, que es caracteritza per presentar quilomicronèmia, increment de triacilglicerols, colesterol, b-VLDL i risc de malaltia coronària i perifèrica. Aquesta malaltia és un exemple d'interacció de homozigositat ApoE2 amb altres factors ambientals i genètics, el que condueix a una acumulació marcada de romanents de lipoproteïnes riques en triacilglicerols i ateroesclerosi accelerada. Més del 90% dels pacients amb hiperlipoproteinemia tipus III són homozigòtiques ApoE2 (i deficients en ApoE3) tot i que de l'1 per cent de la població que expressa isoformes E2/E2, només el 2,5 per cet desenvolupen aquesta malaltia.[33]

## ApoE i longevitat
Estudis fets específicament a persones d'edat avançada (nonagenaris i centenaris) han mostrat que l'al·lel ApoE4, promotor de l'arterioesclerosi prematura i associat a l'alzheimer, és menys freqüent mentre que la freqüència de l'al·lel ApoE2, associat a l'hiperlipidèmia de tipus III i IV es troba augmentada de forma significativa. Basant-se en aquests resultats, s'ha suggerit que l'al·lel ApoE4 podria estar relacionat amb una mortalitat precoç i l'al·lel ApoE2, amb la longevitat. El genotip ApoE2,3 és d'especial interès per estar associat a pacients centenaris i en el 23 per cent dels pacients nonagenaris. En certes poblacions daneses, hongareses i espanyoles, els portadors d'aquest genotip tenen una esperança de vida vint anys superiors a les poblacions d'altres països europeus.